# 武井協三
武井 協三（たけい きょうぞう、1946年(昭和21年)11月20日 - ）は、日本の演劇研究者。国文学研究資料館・総合研究大学院大学名誉教授。専門は日本近世演劇（歌舞伎・人形浄瑠璃）。

## 略歴
京都生まれ。1971年早稲田大学文学部演劇学卒、1974年同大学院演劇専攻修士課程修了。園田学園女子大学講師、助教授、国文学研究資料館教授、総合研究大学院大学教授（併任）。その間にロンドン大学客員教授。1999年「若衆歌舞伎・野郎歌舞伎の研究」で早大博士（文学）。2012年国文学研究資料館を定年退任、名誉教授。
2001年『若衆歌舞伎・野郎歌舞伎の研究』で日本演劇学会河竹賞受賞。

## 著書
- 『若衆歌舞伎・野郎歌舞伎の研究』（八木書店） 2000
- 『江戸歌舞伎と女たち』（角川選書） 2003
- 『歌舞伎とはいかなる演劇か』（八木書店古書出版部） 2017

### 編著
- 『江戸人物読本 近松門左衛門』（編、ぺりかん社） 1991

## 参考
- [ISBN　978-4-04-703358-0]
- 『現代日本人名録』2002年